# Mandible Cirque
Der Mandible Cirque ist ein markanter Bergkessel an der Borchgrevink-Küste des ostantarktischen Viktorialands. Er liegt 8 km westsüdwestlich des Kap Phillips auf der Ostseite der Daniell-Halbinsel.
Das New Zealand Antarctic Place-Names Committee benannte ihn 1966 nach seiner Erscheinung, die in der Aufsicht an Mandibeln erinnert.